# Pedro Ribeiro
Pedro Nezio de Araújo Lopes Ribeiro (Belo Horizonte, Minas Gerais; 13 de junio de 1990) es un futbolista brasileño. Se desempeña en la posición de delantero y juega en el IK Frej de Suecia.

## Trayectoria
Ribeiro jugó la temporada 2014 en las filas del Philadelphia Union, donde disputó nueve partidos y anotó dos goles. Esa misma temporada se fue cedido al club Harrisburg City Islanders, con el que jugó trece encuentros y marcó cuatro tantos.
El 13 de marzo de 2015, anotó un gol para el Orlando City en el partido contra Houston Dynamo, que finalizó en una victoria por marcador 1:0. No obstante, luego se determinó que este había sido un autogol del guardameta rival, Tyler Deric. El 14 de abril de 2017, fue fichado por el Harrisburg City Islanders, equipo donde había jugado tres años antes. En enero de 2018, fue transferido al Fresno F. C.
El 18 de enero de 2019 fichó por el Ik Frej de la Superettan sueca.

## Clubes
| Club                               | País           | Año           |
| ---------------------------------- | -------------- | ------------- |
| Philadelphia Union                 | Estados Unidos | 2014          |
| Harrisburg City Islanders (cedido) | Estados Unidos | 2014          |
| Orlando City                       | Estados Unidos | 2015-2016     |
| Harrisburg City Islanders          | Estados Unidos | 2017          |
| Fresno F. C.                       | Estados Unidos | 2018          |
| IK Frej                            | Suecia         | 2019-presente |